# Vandkraft i Mekongs afvandingsområde
I floden Mekongs afvandingsområde findes et antal dæmninger og tilhørende vandkraftværker.

## Kina
Dæmninger på Mekong er:
- Wunonglong[1]
- Lidi[1]

- Huangdeng[1]

- Dahuaqiao[1] og Guoduo-dæmningen[2]

- Miaowei[1]

- Gongguoqiao[1]

- Xiaowan[1]

- Manwan[1]

- Dachaoshan[1]

- Nuozhadu[1]

- Jinghong[1]

Øvrige dæmninger:
Jinfeng ligger på Nan La He.
Jinhe ligger på Jin He.
Laoyinyan ligger på Gua Lan Zi He/Shun Dian He.
Nanhe 1 og Nanhe 2 ligger på Luo Zha He.
Xi'er He 1, Xi'er He 2, Xi'er He 3 og Xi'er He 4 ligger på Xi'er He.
XunCun ligger på Hei Hui Jiang.

### Anlægsfase
Anlægsfase på Mekong:
(Nedstrøms fra grænsen mellem Tibet og Yunnan-provinsen.)
- Gushui[3]

Øvrige anlæg:
- Luozhahe 1 og Luozhahe 2 ligger på Luo Zha He.

### Dæmningers forhistorie; miljømæssig påvirkning
"Fra 1957 til 1958" blev 21 potentielle steder for vandkraftværk og dæmning fundet på floden Lancang-Mekong.
En række undersøgelser har vist, at Lancang-kaskaden - åtte dæmninger på Lancang-Mekong i Yunnan-provinsen - vil forårsage reduceret vand-niveau [nedstrøms] - med så meget som 30% så langt som Vientiane by; Disse kinesiske dæmninger vil øge saltvands indtog i Mekong-deltaet; Disse dæmninger vil hindre vitale sedimentstrømme - hvilket ville have vidtrækkende konsekvenser for fiskeri, landbrug og levebrød i hele nedre del af Mekongs afvandingsområde, ifølge en rapport fra 2013 - udgivet af CGIAR Challenge Program
on Water and Food – Mekong Programme.

## Laos
Dæmninger på Mekong er:
- Xayaburi[1]
- Don Sahong[1]

Øvrige dæmninger:
Houay Ho ligger på Houayho/Xekong.
Houay Lamphan ligger på Xekong.
Nam Beng ligger på Nam Beng.
Nam Khan 2 og Nam Khan 3-dæmningen ligger på Nam Khan.
Nam Leuk ligger på Nam Leuk/Nam Ngum.
Nam Lik 1-2 ligger på Nam Lik.
Nam Mang 1 ligger på Nam Mang.
Nam Mang 3 ligger på Nam Gnogn.
Nam Ngiep 2 og Nam Ngiep 3A-dæmningen ligger på Nam Ngiep.
Nam Ngum 1 Nam Ngum 2-dæmningen og Nam Ngum 5-dæmningen ligger på Nam Ngum.
Nam Theun 2 ligger på Nam Theun/Xe Bangfai.
Nam Ou 2, Nam Ou 5-dæmningen og Nam Ou 6-dæmningen ligger på Nam Ou.
Theun-Hinboun ligger på Nam Theun	.
Theun-Hinboun Expansion Project-dæmningen ligger på Nam Gnouang.
Xe Kaman 3 ligger på Xe Kaman.
Xeset 1 og Xeset 2-dæmningen ligger på Xeset.

### Anlægsfase
Anlægsfase på Mekong:

Øvrige anlæg:
- Houay Por ligger på Houay Pore.
- Nam Bi 1 og Nam Bi 2-dæmningen ligger på Nam Bi.
- Nam Chian 1 og Nam Chian 2-dæmningen ligger på Nam Ngiep.
- Nam Kong 1 og Nam Kong2-dæmningen ligger på Nam Kong.
- Nam Ngiep 1, Nam Ngiep 2C-dæmningen og Nam Ngiep (''Downstream'') ligger på Nam Ngiep.
- Nam Ngum 1 Extension-dæmningen ligger på Nam Ngum.
- Nam Ou 1, Nam Ou 3-dæmningen, Nam Ou 4-dæmningen og Nam Ou 7-dæmningen ligger på Nam Ou.

- Nam Pha Gnai ligger på Nam Pha Gnai.

- Nam San 3A ligger på Nam San	.

- Nam Tha 1 ligger på Nam Tha.

- Xekaman-Sanxay ligger på Xe Kaman.

- Xe-Pian Xe-Namnoy vandkraft-projektet ligger på floderne Xe-Pian,Xe-Namnoi og Houay Makchanh.

- Xeset 3 ligger på Xe Don

	.

## Thailand
Chulabhorn ligger på Nam Phrom.
Pak Mun ligger på Mun.
Sirindhorn ligger på Lam Dom Noi.
Ubol Ratana ligger på Nam Pong.
Lam Ta Khong ligger på Lam Ta Khong.

## Cambodja

### Anlægsfase
- Battambang 1-dæmningen ligger på Sangker.
- Han Se San 2-dæmningen ligger på Sesan. ("Nedre Sesan 2", skriver medier i 2018.)[10]

## Vietnam
A Luoi ligger på A Sap.
Buon Kuop ligger på Sre Pok.
Buon Tua Sra ligger på Se San/Krong Po Ko.
Dray Hlinh 2 ligger på Sre Pok.
Plei Krong ligger på Se San/Krong Po Ko.
Sesan 3, Sesan 3A-dæmningen og Sesan 4-dæmningen ligger på Sesan.
Sre Pok 3 ligger på Sre Pok.
Yali Falls ligger på Sesan.

## Foreslået eller planlagt på Mekong-floden

### Kina
- Ganlanba (planlagt)[1]

- Mengsong (planlagt)[1][11]

- Lin Chang (planlagt)
- Yue Long (planlagt)

- Kagong (planlagt)

- Ru Mei (planlagt)

- Guxue (planlagt)

- Dongzhong (foreslået)

### Laos
- Pak Beng (planlagt for 2033)[1] i Udomxai-provinsen
- Luangprabang (planlagt for 2030)
- Pak Lay (2030)
- Sanakham (2028)
- Santhong-Pakchom (planlagt)
- Ban Kum (2030)
- Latsua (2023)